# Stadio Via del Mare
Stadio Via del Mare er et fodboldstadion i den italienske by Lecce i regionen Apulien. Det har en kapacitet på 31.533 tilskuere, og benyttes primært af fodboldklubben U.S. Lecce.
Stadionet blev tegnet af arkitekt Costantino Rozzi, og blev officielt indviet 2. oktober 1966. Det er efterfølgende blevet renoveret i 1976 og 1985.